# 若尔达尼亚
若尔达尼亚是巴西米纳斯吉拉斯州的一个市镇。总面积549.209平方公里，总人口10751人，人口密度19.6人/平方公里。